# Giulio Sansoni
Giulio Sansoni (Nepi, 26 gennaio 1902 – ...) è stato un calciatore italiano, di ruolo attaccante.

## Carriera
Noto anche come Sansoni IV, faceva parte della cosiddetta "Linea del Piave", il soprannome dato congiuntamente a lui ed i fratelli Angelo (Sansoni I), Gioacchino (Sansoni II) e Alberto (Sansoni III), anch'essi giocatori della Fortitudo di Roma.
Nel triennio 1919-1922 la sua squadra vinse il campionato regionale per tre volte consecutive, ma nei primi due anni fu eliminata nella fase interregionale, seppur di misura, dalle squadre toscane (nel 1920 perse la finale centromeridionale per 3-2 contro il Livorno, nel 1921 fu eliminata nel girone di semifinale dal Pisa). Complice lo spostamento delle squadre toscane nei gironi settentrionali, la Fortitudo vinse il campionato della Lega Sud 1921-1922 ma nella finalissima per lo scudetto venne agevolmente sconfitta dalla Pro Vercelli.
Con la Fortitudo ha giocato complessivamente 50 partite con 14 reti tra il 1916 e il 1926. Ha disputato 18 gare con 7 gol nei campionati di Prima Divisione 1922-1923, Prima Divisione 1923-1924 e Prima Divisione 1924-1925. Chiude con un biennio al Viterbese tra il 1926 e il 1928. Il 16/07/1927 partecipò alla prima partita della AS Roma contro l'ungherese UTE (pareggio 2-2) 